# Krunoslav Draganović
Krunoslav Draganović (né le 30 octobre 1903 et mort le 5 juillet 1983 à Sarajevo) était un prêtre catholique connu comme un des principaux organisateurs des réseaux d'exfiltration qui permirent aux criminels de guerre nazis et oustachis de fuir l’Europe après la Seconde Guerre mondiale.
On pense qu'il a notamment permis la fuite en Argentine du dictateur croate (responsable de massacres) Ante Pavelić, du criminel de guerre croate Dinko Šakić et d'autres criminels de guerre nazis comme Adolf Eichmann et Walter Rauff.
Draganovic fut une figure controversée et mystérieuse, qui se trouve au centre de nombreuses accusations impliquant la Banque du Vatican, la CIA et le parti nazi. Des documents de la CIA déclassifiés confirment que Draganovic était membre des Oustachis, une organisation fasciste croate d'extrême droite affiliée au nazisme à laquelle le contrôle de la Croatie fut confié par les puissances de l'Axe en 1941. Les Oustachis tuèrent plus d'un million de Serbes, Juifs, Tziganes et dissidents. Draganovic fut accusé d'avoir blanchi le trésor des Oustachis composé de bijoux et d’autres objets de valeur volés à des victimes de la Shoah en Croatie.

## Biographie
Le père Draganovic était originaire de Travnik (désormais partie de la Bosnie-Herzégovine). Il suivit des études secondaires à Travnik et étudia la théologie et la philosophie à Sarajevo. De 1932-35 il étudia à l'Institut pontifical oriental et à l'université grégorienne, à Rome.
En 1935, il retourna en Bosnie, initialement comme secrétaire de l'évêque Ivan Saric. En août 1943, Draganovic retourna à Rome, où il devint le secrétaire de la Confraternité de San Girolamo, une confraternité croate basée au monastère de San Girolamo degli Illirici à la Via Tomacelli. Ce monastère devint le centre opérationnel de la filière d'exfiltration croate, comme le démontrent les dossiers de surveillance établis par la CIA.
De sources émanant des services de renseignement recueillies par Mark Aarons et John Loftus pour leur livre Unholy Trinity prétendent également que Draganovic était aussi le chef officieux du bureau croate au service de renseignement du secrétariat d’État du Vatican et qu’il est probable qu’à cette époque il travaillait pour les services de renseignement américains, britanniques et français.
Le plus grand mystère concernant Draganovic concerne peut-être son ralliement tardif à la Yougoslavie de Tito. Il retourna à Sarajevo où il donna le 15 novembre 1967 une conférence de presse dans laquelle il louait « la démocratisation et l'humanisation de la vie » sous Tito.
Il nia les accusations émises par la diaspora hyper-nationaliste croate et la presse Oustachi selon lesquelles il aurait été enlevé ou piégé par l’UDBA, la police secrète yougoslave.
Draganovic passa la fin de sa vie à Sarajevo.

## Sources
- Background Report on Krunoslav Draganovic, CIA, 12 février 1947
- Mark Aarons et John Loftus, Unholy Trinity: The Vatican, The Nazis, and the Swiss Bankers, St Martins Press 1991 (revised 1998)